# Laundry Service

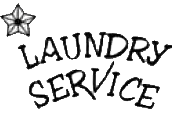

Laundry Service utkom den 13 november 2001 och är den colombianska popsångerskan Shakiras första engelskspråkiga album.

## Låtförteckning
1. "Objection (Tango)" – 3:44
2. "Underneath Your Clothes" – 3:45
3. "Whenever, Wherever" – 3:16
4. "Rules" – 3:40
5. "The One" – 3:43
6. "Ready For The Good Times" – 4:14
7. "Fool" – 3:51
8. "Te Dejo Madrid" – 3:07
9. "Poem To A Horse" – 4:09
10. "Que Me Quedes Tú" – 4:48
11. "Eyes Like Yours (Ojos Así)" – 3:58
12. "Suerte (Whenever, Wherever)" – 3:16
13. "Te Aviso, Te Anuncio (Tango)" – 3:43